# Municipio Tiahuanacu
Das Municipio Tiahuanacu liegt im Departamento La Paz im Hochland des südamerikanischen Andenstaates Bolivien.

## Lage im Nahraum
Das Municipio Tiahuanacu ist eines von sieben Municipios der Provinz Ingavi und liegt im nördlichen Teil der Provinz. Es grenzt im Norden an den Titicacasee, im Nordwesten an das Municipio Taraco, im Westen an das Municipio Guaqui, im Süden an das Municipio Jesús de Machaca und im Osten an die Provinz Los Andes.
Das Municipio hat 28 Ortschaften (localidades), zentraler Ort des Municipio ist Tiawanacu mit 860 Einwohnern im nördlichen Teil des Municipio. Größte Ortschaft im Municipio sind Huari Chico mit 1145 Einwohnern und Huacullani mit 1101 Einwohnern. (Volkszählung 2012)

## Geographie
Das Municipio Tiahuanacu liegt auf einer mittleren Höhe von 3900 m am Titicacasee auf dem bolivianischen Altiplano zwischen den Andengebirgsketten der Cordillera Occidental im Westen und der Cordillera Central im Osten.
Die mittlere Durchschnittstemperatur der Region liegt bei 8 °C, der Jahresniederschlag beträgt 500-600 mm (siehe Klimadiagramm El Alto). Die Region weist ein ausgeprägtes Tageszeitenklima auf, die Monatsdurchschnittstemperaturen schwanken nur unwesentlich zwischen 7 °C im Juli und 11 °C im Dezember. die Monatsniederschläge liegen zwischen unter 10 mm in den Monaten Juni und Juli und nahe 100 mm von Dezember bis Februar.

## Bevölkerung
Die Einwohnerzahl des Municipio Tiahuanacu ist zwischen 1992 und 2024 um gut ein Drittel angestiegen:
| Jahr | Einwohner | Quelle       |
| ---- | --------- | ------------ |
| 1992 | 9.477     | Volkszählung |
| 2001 | 11.309    | Volkszählung |
| 2012 | 12.189    | Volkszählung |
| 2024 | 13.568    | Volkszählung |

Die Lebenserwartung der Neugeborenen lag im Jahr 2001 bei 61,8 Jahren, die Säuglingssterblichkeit ist von 7,7 Prozent (1992) auf 6,6 Prozent im Jahr 2001 gesunken.
Der Alphabetisierungsgrad bei den über 19-Jährigen beträgt 68,1 Prozent, und zwar 83,7 Prozent bei Männern und 54,2 Prozent bei Frauen (2001).
64,8 Prozent der Bevölkerung sprechen Spanisch, 95,7 Prozent sprechen Aymara, und 0,1 Prozent Quechua. (2001)
58,0 Prozent der Bevölkerung haben keinen Zugang zu Elektrizität, 61,8 Prozent leben ohne sanitäre Einrichtung (2001).
71,6 Prozent der insgesamt 2.950 Haushalte besitzen ein Radio, 12,2 Prozent einen Fernseher, 40,2 Prozent ein Fahrrad, 0,6 Prozent ein Motorrad, 1,1 Prozent ein Auto, 0,8 Prozent einen Kühlschrank und 0,8 Prozent ein Telefon. (2001)

## Politik
Ergebnis der Regionalwahlen (concejales del municipio) vom 4. April 2010:
| Wahl- berechtigte |  | Wahl- beteiligung | gültige Stimmen |  | MAS-IPSP | FPV    | MSM    | M.P.S. | UN    | ASP   |
| ----------------- |  | ----------------- | --------------- |  | -------- | ------ | ------ | ------ | ----- | ----- |
| 5.451             |  | 5.033             | 3.123           |  | 1.044    | 1.036  | 647    | 267    | 107   | 22    |
|                   |  | 92,3 %            | 62,1 %          |  | 33,4 %   | 33,2 % | 20,7 % | 8,5 %  | 3,4 % | 0,7 % |

Ergebnis der Regionalwahlen (elecciones de autoridades políticas) vom 7. März 2021:
| Wahl- berechtigte |  | Wahl- beteiligung | gültige Stimmen |  | J.A.LLALLA.L.P. | MAS-IPSP | MTS    | PBCSP  | VENCEREMOS | PDC    | SOL.BO |
| ----------------- |  | ----------------- | --------------- |  | --------------- | -------- | ------ | ------ | ---------- | ------ | ------ |
| 6.475             |  | 5.929             | 5.056           |  | 2.253           | 2.046    | 169    | 159    | 124        | 104    | 45     |
|                   |  | 91,57 %           | 85,28 %         |  | 44,56 %         | 40,47 %  | 3,34 % | 3,14 % | 2,45 %     | 2,06 % | 0,89 % |

## Gliederung
Das Municipio untergliederte sich bei der letzten Volkszählung von 2012 in die folgenden drei Kantone (cantones):
- 02-0803-01 Kanton Tiahuanacu – 15 Ortschaften – 6364 Einwohner
- 02-0803-03 Kanton Huacullani – 7 Ortschaften – 4214 Einwohner
- 02-0803-04 Kanton Pillapi San Agustín – 6 Ortschaften – 1611 Einwohner

## Ortschaften im Municipio Tiahuanacu
- Kanton Tiahuanacu
  - Tiawanacu 860 Einw. – Achaca 739 Einw. – Pillapi San Agustín 662 Einw. – Guaraya 652 Einw.

- Kanton Huacullani
  - Huari Chico 1145 Einw. – Huacullani 1101 Einw. – Centro Huacullani 714 Einw. – Huacuyo 511 Einw.

- Kanton Pillapi San Agustín
  - Yanarico 821 Einw. – Pillapi 179 Einw.